# Дінкельберг
Дінкельберг (нім. Dinkelberg) — частково вкритий лісами гірський хребет, висотою до 536,2 м над  рівнем моря (НРМ) 
 
площею близько 145 км² 

у регіоні Верхній Рейн, Німеччина. 
Розташований у районах Леррах і Вальдсгут, Баден-Вюртемберг, Німеччина і кантоні Базель-Штадт, Швейцарія. 
Лежить на південно-західній околиці Південного Шварцвальду, від якого геологічно відрізняється.

## Розташування
Дінкельберг лежить в основному в районі Леррах, але його східна частина в районі долини Вера належить до району Вальдсгут (обидва в Німеччині), а менша частина на заході — кантону Базель-Штадт у Швейцарії. 
На півдні обмежено долиною Високого Рейну, на півночі та заході долиною Візе та на сході долиною Вера. 
Розташований між Шопфгаймом на півночі, Вер на сході, Райнфельден на півдні та Леррах і Гомбургер-Вальд на заході. 
Його найвища точка — Гее-Флум (536,2 м), на якій розташована відкрита оглядова вежа і однойменний готель-ресторан.

## Природно-просторова класифікація та структурування
Згідно з системою «Довідника природного просторового розподілу Німеччини», Дінкельберг утворює субодиницю Дінкельберг (161) у великому природному регіоні Південно-Західної Німеччини Штуфенланд як частину основної групи одиниць Регіон Верхній Рейн (Дінкельберг і долина Високого Рейну) (№ 16). Розділений на такі природні зони: 
- південний схил Дінкельбергу (161,03) на західному та південно-західному схилах,
- плато Західний Дінкельберг (161,00) на заході,
- Середній Дінкельберг (161,01) у центрі,
- плато Східний Дінкельберг (161,02) на сході
- Нижній Вераталь (161,10) на східному схилі. [4]

## Природоохоронні території
Німецька частина Дінкельбергу розташована в природному парку Південний Шварцвальд. 
Декілька підрайонів належать до району Фауна-Флора-Габітат (FFH) Дінкельберг-Ретлер-Вальд. 
Природні заповідники Бухсвальд-бай-Гренцах, Буренбоден, Буттенберггальде, Лоєнграбен і Рушбахталь повністю або частково розташовані в Дінкельбергу. 
Найбільшими природоохоронними територіями є південно-західний Дінкельберг на заході та Дінкельберг на сході поблизу Вер.

## Пам'ятки природи
- Айхенер-Зее[de] біля Шопфгайму-Айхену[de]
- Печера Ердманна[de] (нім. Erdmannshöhle) або Печера Гаслера (нім. Hasler Höhle) на околиці Газеля
- Тойфельслох[de], карстова лійка біля Райнфельден-Нордшвабен[de]
- Печера Чамбер[de] (нім. Tschamberhöhle) в Райнфельден-Карсау, район Рідматт